# Ciudad Alterna
Ciudad Alterna es el festival de arte de La Plata, Argentina. Se realiza desde 2011, y en 2015 celebró su quinta edición consecutiva.

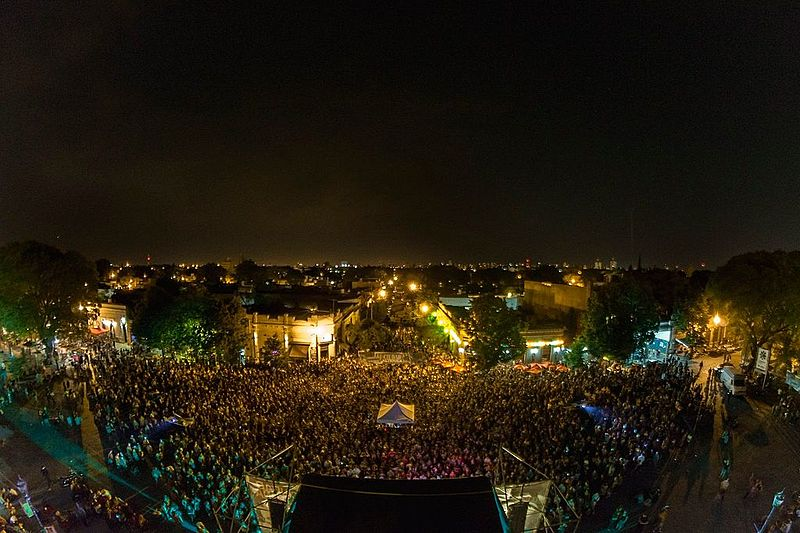
20.000 personas en Ciudad Alterna Vol IV.

Durante un fin de semana, en noviembre de cada año, confluyen disciplinas artísticas emergentes, locales y nacionales: música, periodismo, fotografía, ilustración, diseño, tecnología y cine. Se trata de una celebración anual de la cultura independiente, con 15 recitales en vivo, 25 horas de música, pockets shows, charlas, proyecciones y muestras especiales.
Tiene un modelo de realización especial: nació como una celebración abierta y gratuita, organizada sin intereses comerciales por una asociación civil, integrada por más de 20 activistas culturales, que incluye a músicos, periodistas, diseñadores gráficos y fotógrafos.
El diario La Nación, en una nota especial sobre la cultura emergente platense, dijo: "Ciudad Alterna tiene como lenguaje la música, pero la trasciende para acercarse a todas las facetas del arte" Originalmente, nació como un encuentro de cultura rock, pero se fue convirtiendo en uno de los festivales multidisciplinarios más importantes del país.
En las tres primeras ediciones del festival participaron casi 10.000 personas cada jornada. En su cuarta edición, que se realizó en el circuito cultural Meridiano V (17 y 71) se alcanzó un récord: 30.000 personas asistieron durante dos jornadas. En su quinta edición, que incluyó celebraciones especiales, el 14 y 15 de noviembre de 2015, 35.000 personas vibraron con shows, muestras, cine y dos cierres especiales, Juana Molina y Massacre.
En 5 años pasaron más de 100 músicos, fotógrafos, dibujantes, pintores y cineastas. Fue declarado de “interés cultural” por la Universidad Nacional de La Plata y elegido “evento del año” por cuatro años consecutivos (2011, 2012, 2013 y 2014) en los principales medios regionales. 
Además, en 2013 fue el primer festival argentino financiado por su propio público. A través de una plataforma asociativa virtual, por adelantado, sin conocer los artistas que participarían, la gente le puso precio a su propia entrada para un festival de naturaleza gratuita.